# 陳雲鶚
陳雲鶚（1436年—？），字翔之，浙江紹興府餘姚縣人，民籍，明朝政治人物。進士出身。

## 生平
景泰四年（1453年）癸酉科浙江鄉試第三十七名。景泰五年（1454年）聯捷甲戌科會試第一百八十七名，殿試登進士第二甲第七十二名。

## 家族
曾祖陳惟一。祖父陳肅初。父陳濃，曾任封大理寺副。